# Francis Poulenc
Francis Jean Marcel Poulenc (IPA: [fʀɑ̃sis ʒɑ̃ maʀsɛl pulɛ̃k]; (Párizs, 1899. január 7. – Párizs, 1963. január 30.) francia zeneszerző, a Hatok (Les Six) csoportjának tagja. Olivier Messiaen mellett a 20. század második felében egyedül ő örvendett vitathatatlan nemzetközi elismerésnek a francia komponisták közül. Alkotott minden nagyobb műfajban, írt műdalt, kamarazenét, oratóriumot, operát, balettet és zenekari műveket. Claude Rostand egy 1950 júliusában írott kritikájában úgy jellemezte őt, mint aki „félig kurafi, félig szerzetes”, ez a címke azóta elválaszthatatlanul összeforrott a nevével.

## Élete
Családja a délfranciaországi Aveyron-ból származik. Konzervatív-katolikus édesapja, Émile Polenc a Poulenc Frères vegyészeti cég, a későbbi Rhône-Poulenc egyik alapítója volt. 1885-ben vette feleségül a művészetkedvelő Jenny Royer-t. 
Nyolcévesen korában ismertett°e meg az operával meleg nagybátyja, Marcel („Papoum”) Royer. 16 éves korára már odáig jutott a zongoratanulással, hogy egy párizsi tanárnő beajánlotta Ricardo Viñesnak, akitől órákat vett. Ő ismertette meg Georges Auric-kal, Manuel de Fallával és Jean Cocteau-val. Szülei korai halála után az anyagilag független Poulencet barátai vitték a szalonok és bárok világába, ismertté és népszerű téve párizsi körökben. Első világháborús katonai szolgálata után hozta össze a Hatok körét. Megfogalmazása szerint a Hatok közös vonása „az elmosódottság helyett a melódiához és a kontrapunkthoz, a pontossághoz, az egyszerűséghez való visszatérés". 
1921 és ’25 között magánúton Charles Koechlinnél zeneszerzést tanult. Poulenc a fauvista irányzathoz 1936-ig hű maradt. Ezután főként egyházi zenét írt.
A Père Lachaise temetőben nyugszik, Párizsban.

## Magánélete
Poulenc nyíltan homoszexuális volt. Élettársa Pierre Bernac (1899–1979) bariton énekes és keresett tanár volt, kinek 1935-ben állandó zongorakísérője lett. Miként Britten Peter Pearsnek, Poulenc is Bernacnak írta legtöbb vokális művét.

## Főbb művei

### Operái
- Tiresias keblei (Les mamelles de Tirésias, 1944) – ősbemutató: 1947. június.
- A karmeliták beszélgetései (Les Dialogues des Carmélites, 1953) – az ősbemutatón, a milánói La Scalában olaszul 1957. január 26-án (Dialoghi delle Carmelitane).
- Az emberi hang (La voix humaine, 1958) – ősbemutató: 1959. február 6.

### Versenyművei
- Concert champëtre, csembalóra és zenekarra (1927―28, Wanda Landowskánanak) (zongora―zenekari változatban is)
- Aubade. Koreografilkus concerto (concerto choréographique) zongorára és 18 hangszerre (1929) (balettként is)
- d-moll versenymű két zongorára és zenekarra (1932)
- Versenymű orgonára, vonószenekarra és ústdobokra (g-moll, 1938)
- Zongoraverseny (1949)

### Egyéb művei
- Rapsodie nègre. Kantáta „Makoko Kangourou” szövegére bariton hangra, vonósnégyesre, fuvolára, klarinétra és zongorára (1917, első műve, amivel feltünést keltett)
- Des œuvres bouffonnes: Les Mamelles de Tirésias (1947)
- Egyházi művek: Litániák a Fekete Szűzmáriához (Litanies à la vierge noire) (1936), Stabat mater (1950), Gloria
- Balettek: A szarvasünők (Les biches) (1924)
- kamarazene
- zongoradarabok két- és négykézre, két zongorára
- dalok, dalciklusok